# Rudolf Pesch
Rudolf Johannes Pesch (* 2. September 1936 in Bonn; † 13. Januar 2011 in Rom) war ein deutscher katholischer Theologe (Neutestamentler).

## Leben
Rudolf Pesch studierte Geschichte, Germanistik und Theologie an der Universität Bonn und der Universität Freiburg. 1962 legte er sein Staatsexamen ab. 1963 heiratete er Ingeborg van Meegen, mit der er zwei Kinder hatte: Berthold (* 1964) und Friederike (* 1965). 1964 wurde er in Freiburg mit der Arbeit Die kirchlich-politische Presse der Katholiken in Deutschland vor 1848 zum Dr. phil. promoviert. 1967 folgte die Promotion zum Dr. theol. mit der Arbeit Naherwartungen. Tradition und Redaktion in Mk 13. Nach wissenschaftlicher Assistenz am Exegetischen Seminar, Neutestamentliche Abteilung, der Universität Freiburg habilitierte er sich 1969 an der Universität Innsbruck im Fach Neues Testament.
1970 erhielt Pesch als erster verheirateter Laie einen Ruf auf die Professur für Bibelwissenschaft an die Universität Frankfurt. Er war von 1971 bis 1975 Berater der Würzburger Synode zur Umsetzung der Beschlüsse des Zweiten Vatikanischen Konzils. 1980 wechselte er auf den Lehrstuhl für Neues Testament und Literatur an die Universität Freiburg im Breisgau. 1976 war er Gastprofessor im Theologischen Studienjahr der Dormitio in Jerusalem und an der University of San Francisco. 1984 verzichtete er auf seinen Lehrstuhl an der Universität Freiburg, um sich für die apostolische Gemeinschaft, die damalige Integrierte Gemeinde, zu engagieren, deren Mitglied er seit 1977 war. Von 1984 bis 2008 engagierte er sich am Aufbau der „Akademie für Glaube und Form“ der Katholischen Integrierten Gemeinde (KIG) in München. Von 2000 bis 2002 lebte er in Israel, wo er das „Beth Shalmon“ in Motsa Illit bei Jerusalem mit aufbaute, gedacht als Begegnungsort für Juden und Christen im „Urfelder Kreis“, und Mitglied der „Ecumenical Theological Research Fraternity in Israel“ wurde. Ab 2008 lehrte er gemeinschaftlich mit anderen Professoren der Katholischen Integrierten Gemeinde am neu errichteten „Lehrstuhl für die Theologie des Volkes Gottes“ im Rahmen des Institutes für Pastoraltheologie „Redemptor Hominis“ an der Päpstlichen Lateranuniversität.
Die Hauptforschungsgebiete von Pesch waren das Evangelium nach Markus und die Apostelgeschichte des Lukas, zu denen Pesch maßgebliche Kommentare veröffentlichte. Viele seiner Werke wurden ins Italienische (teilweise auch ins Englische und Französische) übersetzt.
Ab März 2010 lebte Pesch mit seiner Frau bei seiner Tochter Friederike Wallbrecher in Rom. Er wurde am 19. August 2010 von Papst Benedikt XVI. in einer Privataudienz empfangen. Er verstarb am 13. Januar 2011 in Rom und ist in Castel Gandolfo bestattet.

## Veröffentlichungen (Auswahl)
- Die Echtheit eures Glaubens. Biblische Orientierungen: 1. Petrusbrief. Herder, Freiburg im Breisgau 1980, ISBN 3-451-19039-7.
- Römerbrief (Die neue Echter-Bibel: Kommentar zum Neuen Testament mit der Einheitsübersetzung; Bd. 6), 3. Aufl., Würzburg 1994 (1. Aufl. 1983), ISBN 978-3-429-00844-4.
- Das Markusevangelium. Teil 1: Einleitung und Kommentar zu Kap. 1,1 - 8,26 (Herders Theologischer Kommentar zum Neuen Testament, Bd. 2,1), 5. Aufl., Freiburg 1989 (1. Aufl. 1976). ISBN 978-3-451-17336-3.
- Das Markusevangelium. Teil 2: Kommentar zu Kap. 8,27 - 16,20 (Herders Theologischer Kommentar zum Neuen Testament, Bd. 2,2), 4. Aufl., Freiburg 1991 (1. Aufl. 1977). ISBN 978-3-451-17975-4.
- Die Apostelgeschichte. Teilband 1: Apg 1-12 (Evangelisch-Katholischer Kommentar 5/1), 3. Aufl., Zürich/Neukirchen-Vluyn 2005 (1. Aufl. 1986; 2., durchges. Aufl. 1995). ISBN 978-3-545-23112-2.
- Die Apostelgeschichte. Teilband 2: Apg 13-28 (Evangelisch-Katholischer Kommentar 5/2), 2., durchges. Aufl., Zürich/Neukirchen-Vluyn 2003 (1. Aufl. 1986). ISBN 3-545-23113-5.
- Juden und Christen – ein einziges Volk Gottes?, Patmos, Düsseldorf 2009, ISBN 978-3-491-72534-8.
- Paulus kämpft um sein Apostolat. Drei weitere Briefe an die Gemeinde Gottes in Korinth, Freiburg u. a. 1987, ISBN 978-3-451-08382-2.
- Paulus ringt um die Lebensform der Kirche. Vier Briefe an die Gemeinde Gottes in Korinth, Freiburg u. a. 1986, ISBN 978-3-451-08291-7.
- Paulus und seine Lieblingsgemeinde. Drei Briefe an die Heiligen von Philippi, Freiburg u. a. 1984, ISBN 978-3-451-08208-5.
- Die Entdeckung des ältesten Paulus-Briefes. Die Briefe an die Gemeinde der Thessalonicher, Freiburg u. a. 1984, ISBN 3-451-08167-9.
- Das Evangelium der Urgemeinde, 3. Aufl., Freiburg u. a. 1984 (1. Aufl. 1979), ISBN 978-3-451-07748-7.
- Zwischen Karfreitag und Ostern. Die Umkehr der Jünger Jesu, Zürich u. a. 1983, ISBN 978-3-545-20079-1.
- Wie Jesus das Abendmahl hielt. Der Grund der Eucharistie, 3. Aufl., Freiburg u. a. 1979, ISBN 978-3-451-17874-0.
- mit Gerhard Lohfink: Tiefenpsychologie und keine Exegese – Eine Auseinandersetzung mit Eugen Drewermann, Katholisches Bibelwerk, Stuttgart 1988, ISBN 978-3-460-04291-9.
- Die Weihnachtsbotschaft: die biblischen Weihnachtstexte neu übersetzt und ausgelegt, Katholisches Bibelwerk, Stuttgart 2016, ISBN 978-3-460-32145-8.
- Die lebendigste Jesuserzählung: das Lukasevangelium / kommentiert von Thomas P. Osborne und wörtlich übers. von Rudolf Pesch in Zusammenarbeit mit Ulrich Wilckens und Reinhard Kratz, Katholisches Bibelwerk, Stuttgart 2009, ISBN 978-3-940743-87-9.
- Die matthäischen Weihnachtsgeschichten: die Magier aus dem Osten, König Herodes und der bethlehemitische Kindermord; Mt 2 neu übersetzt und ausgelegt, Bonifatius, Paderborn, 2009, ISBN 978-3-89710-448-8.
- Der Jude Jesus von Nazareth: zum Gespräch zwischen Jacob Neusner und Papst Benedikt XVI., zusammen mit Achim Buckenmaier und Ludwig Weimer, Bonifatius, Paderborn, 2008, ISBN 978-3-89710-419-8.
- Gott ist gegenwärtig: die Versammlung des Volkes Gottes in Synagoge und Kirche, St. Ulrich, Augsburg, 2006, ISBN 978-3-936484-68-7.
- Antisemitismus in der Bibel? Das Johannesevangelium auf dem Prüfstand, St. Ulrich, Augsburg, 2005, ISBN 978-3-936484-44-1.
- Über das Wunder der Jungfrauengeburt: ein Schlüssel zum Verstehen, Verlag Urfeld, Bad Tölz, 2002, ISBN 978-3-932857-25-6.
- Über das Wunder der Brotvermehrung: Gibt es eine Lösung für den Hunger in der Welt?, Knecht, Frankfurt am Main, 1995, ISBN 3-7820-0718-2.